# Lotos Team WRC

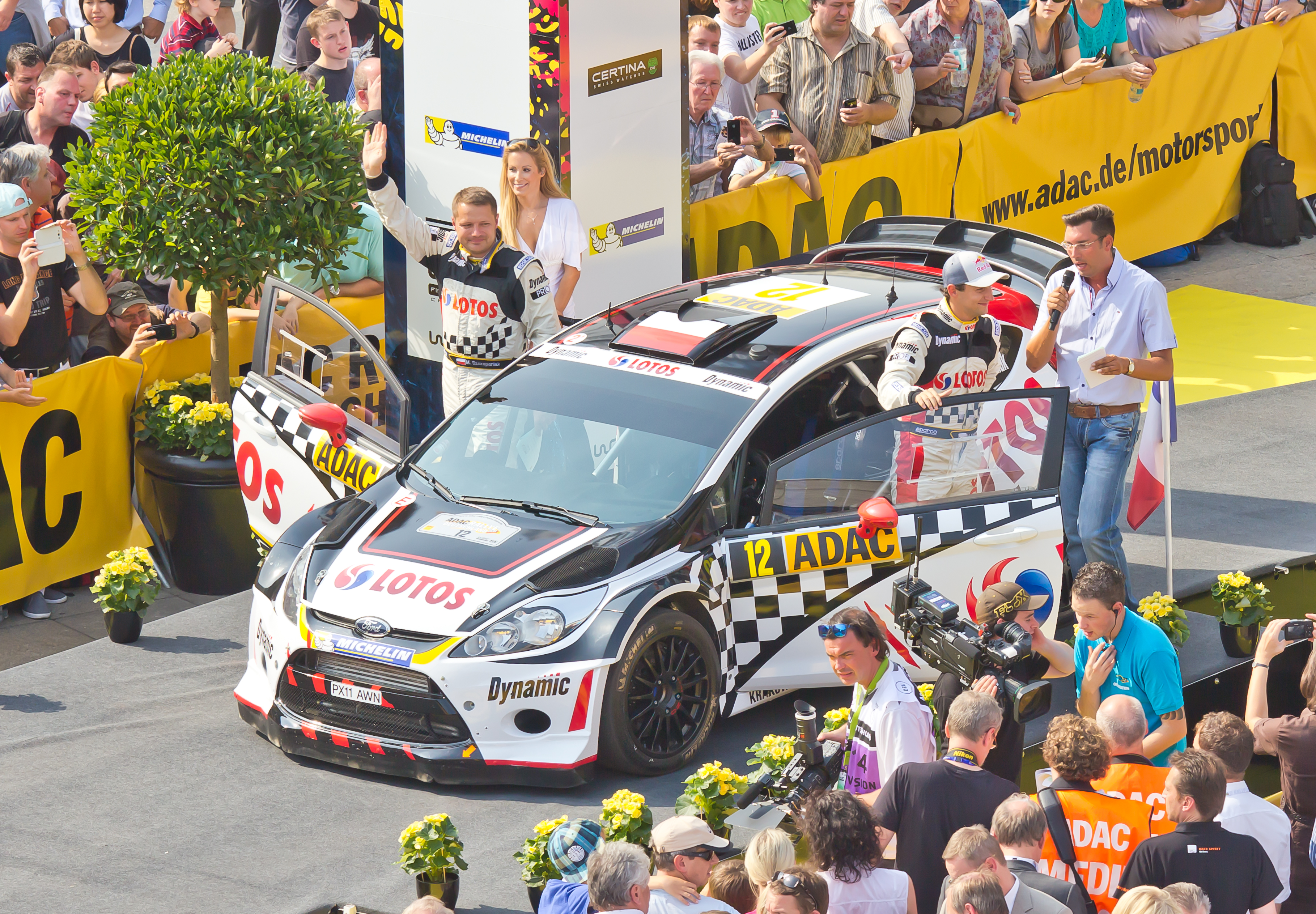
Lotos Team WRC, Cologne, 2013

Le Lotos Team WRC est une équipe de rallye italienne qui fait ses débuts dans le championnat du monde des rallyes en 2013. Elle est sponsorisée par l’entreprise polonaise Grupa Lotos.

## Histoire de l’équipe
Le Lotos Team WRC a fait ses débuts dans le championnat du monde des rallye lors du Rallye Monte-Carlo 2013. L'équipe a été formée par le directeur de Motorsport Italia, Bruno di Pianto avec le soutien du conglomérat de l'huile polonais Grupa Lotos. Elle reprend les structures de l’ancienne écurie Mini WRC Team Portugal, qui a arrêté ses activités à la fin de la saison 2012, L'équipe dispute la saison 2013 avec une Mini John Cooper Works WRC, pilotée par le pilote polonais Michał Kościuszko, deuxième du championnat du monde des rallyes des voitures de production en 2012.
Bien que l'équipe ait été reconnue par la Fédération Internationale Automobile de l'équipe en tant que fabricant pour la saison 2013, seuls ses huit meilleurs résultats seront pris en compte pour son classement final.

## Résultats
| Année | Châssis                    | Pilotes Copilotes                    | Épreuves | Épreuves | Épreuves | Épreuves | Épreuves | Épreuves | Épreuves | Épreuves | Épreuves | Épreuves | Épreuves | Épreuves | Épreuves | Class. pilotes | Points | Class. constr. | Points |
| Année | Châssis                    | Pilotes Copilotes                    | 1        | 2        | 3        | 4        | 5        | 6        | 7        | 8        | 9        | 10       | 11       | 12       | 13       | Class. pilotes | Points | Class. constr. | Points |
| ----- | -------------------------- | ------------------------------------ | -------- | -------- | -------- | -------- | -------- | -------- | -------- | -------- | -------- | -------- | -------- | -------- | -------- | -------------- | ------ | -------------- | ------ |
| 2013  | Mini John Cooper Works WRC | Michał Kościuszko Maciej Szczepaniak | MON 10   | SUE      | MEX      | POR      | ARG      | GRE      | ITA      | FIN      | GER      | AUS      | FRA      | ESP      | GBR      | 10e*           | 1*     | 6e*            | 8*     |